# NSWRL 1961
Die NSWRL 1961 war die 54. Saison der New South Wales Rugby League Premiership, der ersten australischen Rugby-League-Meisterschaft. Den ersten Tabellenplatz nach Ende der regulären Saison belegten die Western Suburbs Magpies. Diese verloren im Finale 0:22 gegen die St. George Dragons, die damit die NSWRL zum sechsten Mal in Folge und zum achten Mal insgesamt gewannen.

## Tabelle
|      | Team                          | Spiele | Siege | Unent. | Ndlg. | Spiel- punkte | Diff. | Tabellen- punkte |
| ---- | ----------------------------- | ------ | ----- | ------ | ----- | ------------- | ----- | ---------------- |
| 01.  | Western Suburbs Magpies       | 18     | 15    | 0      | 3     | 390:181       | + 209 | 30               |
| 02.  | St. George Dragons            | 18     | 15    | 0      | 3     | 367:167       | + 200 | 30               |
| 03.  | Manly-Warringah Sea Eagles    | 18     | 10    | 0      | 8     | 294:209       | + 85  | 20               |
| 04.  | Balmain Tigers                | 18     | 10    | 0      | 8     | 281:292       | - 11  | 20               |
| 05.  | Eastern Suburbs               | 18     | 9     | 1      | 8     | 290:211       | + 79  | 19               |
| 06.  | North Sydney Bears            | 18     | 9     | 0      | 9     | 273:298       | - 25  | 18               |
| 07.  | South Sydney Rabbitohs        | 18     | 7     | 0      | 11    | 237:325       | - 88  | 14               |
| 08.  | Canterbury-Bankstown Bulldogs | 18     | 6     | 1      | 11    | 197:284       | - 87  | 13               |
| 09.  | Newtown Jets                  | 18     | 5     | 0      | 13    | 236:436       | - 200 | 10               |
| 010. | Parramatta Eels               | 18     | 3     | 0      | 15    | 203:365       | - 162 | 6                |

## Playoffs

### Ausscheidungs/Qualifikationsplayoffs
| 27. August | Balmain Tigers | 10 : 5 | Manly-Warringah Sea Eagles | Sydney Sports Ground, Sydney Zuschauer: 20.842 Schiedsrichter: Darcy Lawler |
| 27. August | (2:5) Bericht  |        |                            | Sydney Sports Ground, Sydney Zuschauer: 20.842 Schiedsrichter: Darcy Lawler |

| 2. September | St. George Dragons | 9 : 4 | Western Suburbs Magpies | Sydney Cricket Ground, Sydney Zuschauer: 47.964 Schiedsrichter: Darcy Lawler |
| 2. September | Bericht            |       |                         | Sydney Cricket Ground, Sydney Zuschauer: 47.964 Schiedsrichter: Darcy Lawler |

### Halbfinale
| 9. September | Western Suburbs Magpies | 7 : 5 | Balmain Tigers | Sydney Cricket Ground, Sydney Zuschauer: 40.726 Schiedsrichter: Darcy Lawler |
| 9. September | Bericht                 |       |                | Sydney Cricket Ground, Sydney Zuschauer: 40.726 Schiedsrichter: Darcy Lawler |

### Grand Final
| 16. September | St. George Dragons                                                           | 22 : 0         | Western Suburbs Magpies | Sydney Cricket Ground, Sydney Zuschauer: 61.196 Schiedsrichter: Darcy Lawler |
| 16. September | Versuche: Lumsden (3), King Erhöhungen: Graham (4/4) Straftritte: Graham (1) | (17:0) Bericht |                         | Sydney Cricket Ground, Sydney Zuschauer: 61.196 Schiedsrichter: Darcy Lawler |

| 1  | Brian Graham    |
| 2  | Eddie Lumsden   |
| 3  | Reg Gasnier     |
| 4  | Dave Brown      |
| 5  | Johnny King     |
| 6  | Brian Clay      |
| 7  | Bobby Bugden    |
| 8  | Johnny Raper    |
| 9  | Norm Provan     |
| 10 | Kevin Ryan      |
| 11 | Kevin Brown     |
| 12 | Peter Armstrong |
| 13 | Billy Wilson    |

| 1  | Don Parish       |
| 2  | Dave Barsley     |
| 3  | Bill Brown       |
| 4  | Billy Martin     |
| 5  | Peter Dimond     |
| 6  | Keith Holman     |
| 7  | Arthur Summons   |
| 8  | Kelvin O’Shea    |
| 9  | John Hayes       |
| 10 | Bill Carson      |
| 11 | Mark Patch       |
| 12 | Noel Kelly       |
| 13 | Neville Charlton |